# 埃及口孵非鯽
埃及口孵非鯽，為輻鰭魚綱鱸形目隆頭魚亞目慈鯛科的其中一種，分布於非洲埃及Ismailia運河流域，體長可達19.1公分，棲息在中底層水域，生活習性不明。